# Немур

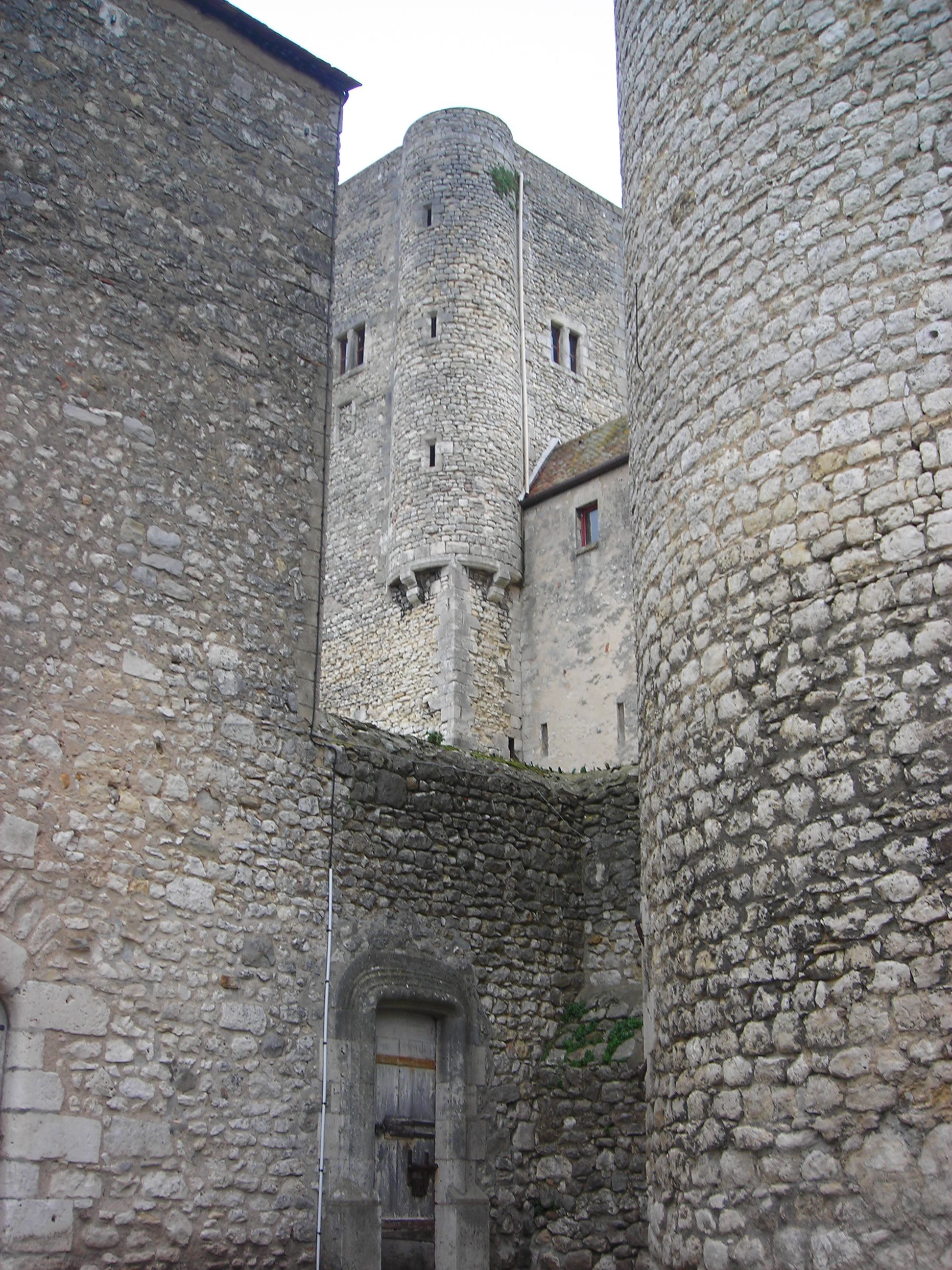
Немурский замок

Немур (фр. Nemours) — город во Франции, в центральной части Северной Франции, к юго-востоку от Парижа. Площадь Немура составляет 10,83 км². Численность его населения — 12 434 человека (на 2006 год). Плотность населения равна 1148 чел./км².
Административно он является центром кантона Немур, входящего в округ Фонтенбло департамента Сена и Марна региона Иль де Франс. Город лежит на берегах реки Луан и одноимённого канала, проложенного параллельно течению реки.
С XV века Немур являлся центром герцогства Немурского, простиравшегося по среднему течению Сены вплоть до границ герцогства Орлеанского. Из памятников старины в центре Немура сохранился замок XII столетия.

## Города-партнёры
- Мюльталь
- Чериньола